# Molophilus (Molophilus) toxopeanus
Molophilus (Molophilus) toxopeanus is een tweevleugelige uit de familie steltmuggen (Limoniidae). De soort komt voor in het Australaziatisch gebied.